# 2-メチルオクタン
2-メチルオクタン(2-Methyloctane)は、分岐アルカン炭化水素で、化学式はC9H20である。無色で可燃性の液体である。

## 燃焼反応
2-メチルオクタンは、他のアルカンと同様の方法で燃焼する。十分な酸素があれば、ノナンは燃焼して水と二酸化炭素を形成するが、2-メチルオクタンも同様である。
C9H20 + 14 O2 → 9 CO2 + 10 H2O
完全な燃焼には不十分な量の酸素しかなかった場合、一酸化炭素が生成する。
2 C9H20 + 19 O2 → 18 CO + 20 H2O